# Numb/Encore
Singles par Linkin Park
Breaking the Habit
(2004) What I've Done
(2007)
Singles par Jay-Z
Big Chips
(2004) Show Me What You Got
(2006)
Numb/Encore est une chanson du groupe de nu metal Linkin Park et du rappeur Jay-Z extraite de leur album commun Collision Course. La plus populaire de l'album, elle atteignit la 20e place du Billboard Hot 100. Utilisant le principe du mashup, le titre est un mélange entre Numb de Linkin Park (extrait de Meteora) et de Encore de Jay-Z (extrait du Black Album).
En 2006, la chanson décroche le Grammy Award de la meilleure collaboration Chant/Rap. Jay-Z et Linkin Park chantent le titre durant la cérémonie et sont rejoints par Paul McCartney qui réalise en duo avec Chester Bennington le titre Yesterday des Beatles.

## Liste des titres
1. Numb/Encore (version explicite) - 3:25 (S. Carter, K. West, Linkin Park)
2. Numb/Encore (instrumentale) - 3:25 (B. Delson, M. Shinoda)

## Clip
Le clip, réalisé par Kimo Proudfoot, est constitué de prises de vue durant une performance au Roxy à Los Angeles et d'images de l'enregistrement en studio.
Le clip ainsi que des images supplémentaires sont disponibles sur le DVD bonus de Collision Course..
En juillet 2005, la vidéo a été nommée dans la catégorie Viewer's Choice aux MTV Video Music Awards.

## Classements
| Classement / pays (2004–2005)   | Meilleure position |
| ------------------------------- | ------------------ |
| Billboard Hot 100               | 20                 |
| Billboard Hot 100 Airplay       | 24                 |
| Billboard Top 40 Mainstream     | 12                 |
| Billboard Hot R&B/Hip-Hop Songs | 94                 |
| Billboard Pop 100               | 8                  |
| Billboard Year End              | 93                 |
| UK Singles Chart                | 14                 |
| Pays-Bas Top 40                 | 5                  |
| France                          | 5                  |
| Eurochart Hot 100               | 1                  |
| Irlande                         | 1                  |

### Fin d'année
| Classement en fin d'année (2005) | Position |
| -------------------------------- | -------- |
| Allemagne                        | 13       |

### Certifications
| Pays       | Certifications |
| ---------- | -------------- |
| Canada     | Or             |
| Allemagne  | Platine        |
| États-Unis | Platine        |

## Utilisation
La chanson apparaît sur la bande originale du film Miami Vice : Deux flics à Miami de Michael Mann en 2006.